# شركة إنيرمودل إنجنيرينغ
إنيرمودل إنجنيرينغ هي أكبر شركة استشارية في كندا مخصصة حصريًا للأبنية المستدامة والمجمعات. فهي توفر خدمات لنظام الريادة في تصميمات الطاقة والبيئة (ليد) للأبنية المستدامة الكبيرة في كندا. صممت شركة  إنيرمودل عددًا من مشاريع أبنية الطاقة المنخفضة الحائزة على جوائز في كندا والولايات المتحدة. هي الآن جزء من مجموعة إم إم إم.

## نبذة تاريخة
تأسست شركة إنيرمودل إنجنيرينغ في عام 1980 على يد ثلاثة من خريجي جامعة واترلو بمن فيهم الرئيس الحالي ستيفن كاربنتر. في البداية، ركزت الشركة على تطوير برامج لتقييم أنظمة الطاقة المتجددة واستخدام طاقة الأبنية. يضمن هذا العمل برمجيات لتحليل أداء الطاقة في النوافذ، أصبح هذا البرنامج أداة لتقييم الإطارات وفقًا لمعايير النوافذ التابع إلى إن إف آر سي (المجلس الوطني لتقييم التثقيب) وَسي إس إيه (رابطة المعايير الكندية).
في عام 1991، صممت الشركة بناء واترلوو غرين هوم وأدارته، وهي المساهمة الفائزة في مسابقة المنازل المتقدمة للحكومة الفيدرالية الكندية. وكان يُنظر إلى المنزل على نطاق واسع على أنه أحد أفضل الأمثلة على الأبنية السكنية المستدامة وكان موضوع كتاب بعنوان «غرين هوم (البيت المستدام)» من تأليف واين غريدي.
قامت شركة إنيرمودل بتصميم وتأهيل أول مبنى للمكاتب المستدامة في كندا في عام 1996: «غرين أون ذا غراند» في كيتشنر، أونتاريو، كان تصميمًا رابحًا في إطار برنامج الحكومة الكندية سي 2000 الذي روج لأبنية المكاتب المستدامة. مع استخدام سنوي للطاقة بأكثر من 100 كيلو واط/ م 2، ما يزال غرين أون ذا غراند أحد أكثر الأبنية المكتبية كفاءة في كندا. مبنى شركة إنيرمودل الآخر هو بناء جامعة أوتاوا بيولوجي الذي حقق 70% من توفير الطاقة وحصل على العديد من جوائز كفاءة الطاقة.
بدأت الشركة في تصميم المباني وتصديقها لنظام تصنيف المباني المستدامة ليد في عام 2004 (الريادة في تصميمات الطاقة والبيئة). نجحت الشركة في التصديق على المبنى الأول (ستراتوس واينري) تحت الإصدار الكندي من ليد. للتعامل مع الطلب المتزايد على خدماتهم، افتتحت شركة إنيرمودل مكاتبها في كالغاري (2006)، وتورونتو (2008)، وإدمونتون (2009)، ووينيبيغ (2010).
في عام 2009، تبنّت شركة إنيرمودل تصميم مقرها الرئيس وبنائه، إيه غراندر فيو، الذي يستخدم 70 كيلو واط/ م 2، ما يجعله أكثر الأبنية المكتبية كفاءة في استخدام الطاقة في كندا. حصل هذا المبنى على ثلاث شهادات من ليد بلاتينوم، وأصبح أكثر المكاتب كفاءة في استخدام الطاقة في كندا.
في نوفمبر 2010، اشترت إم إم إم (مارشال ماكلين موناغان) الشركةَ وأصبحت فرعًا منها.
كان لدى شركة إنيرمودل أكثر من 100 موظف محترف في مكاتبها الخمسة، ما يجعلها واحدة من أكبر الشركات الاستشارية في أمريكا الشمالية التي تركز حصريًا على تصميم المباني المستدامة.
كانت إنيرمودل إنجنيرينغ أكبر شركة استشارية في كندا مخصصة حصريًا للمباني والمجمعات المستدامة. مع فريق من الخبراء في مجال المباني المستدام  والكفاءة في استخدام الطاقة والمتخصصين في كيتشنر، وكالغاري، وإدمونتون، وينيبيغ، وتورونتو، تعمل شركة إنيرمودل على مشاريع استدامة تبلغ قيمتها أكثر من 5 مليارات دولار. على مدار 30 عامًا، سوّقت شركة إنيرمودل تقنيات المباني المستدامة بما في ذلك أحواض تجميع مياه الأمطار والترشيح البيولوجي في الموقع والتبريد بالإشعاع وبناء أنظمة الطاقة المتجددة وأنظمة تهوية التبريد المتغيرة.
حتى عام 2010، عندما اشتُريت الشركة من قبل إم إم إم، كانت إنيرمودل أول شركة استشارية لنظام ليد، إذ قدمت نظام تصنيف ليد 2009. عمل الموظفون باعتبارهم أعضاء في هيئة التدريس في ليد، وعُيّن الرئيس ستيفن كاربنتر في ذلك الوقت رئيسًا للجنة الاستشارية الفنية في مركز المؤتمرات. شاركت شركة إنيرمودل في 250 مشروعًا من مشاريع ليد في جميع أنحاء أمريكا الشمالية، وكانت مسؤولة في عام 2010 عن 45% من جميع الأبنية المعتمدة من كندا ليد.
قدمت شركة إنيرمودل خدمات ليد للمباني المستدامة على نطاق واسع في كندا، بما في ذلك مركز خدمات ترميم هيئة حماية منطقة تورونتو(أول شهادة بلاتينية في أونتاريو)، وفيفث تاون تشيز (أول شهادة صناعية بلاتينية)، وكوري باريكس (الشهادة الأولى الكندية المرحلة 2 ليد-إن دي)، ومركز آر بي سي (في ذلك الوقت، أكبر مشروع ليد في كندا).
وكانت مجالات الخبرة الرئيسة في شركة إنيرمودل:
- التصميم المستدام (وخاصةً شهادة الريادة في تصميمات الطاقة والبيئة)
- تصميم ميكانيكي/ كهربائي «مستدام» ووضعه قيد التنفيذ.
- البحث في أداء التقنيات المناسبة بيئيًا.
- فحص المباني وتدقيق الطاقة.
- نوافذ وأبواب وجدران لتقييم أداء الطاقة.

كان لدى الشركة برنامج حوافز مستدام ساعد الموظفين على تقليل بصمتهم البيئية. تشمل الحوافز التي ترعاها الشركة تصاريح الحافلات المجانية، وأحواض تجميع مياه الأمطار، وأدوات ترشيد المياه للاستحمام، والدعم المالي لشراء السيارات الهجينة.

## وصلات خارجية
- MMM Group